# Liste der höchsten Leuchttürme der Welt
Die Liste der höchsten Leuchttürme der Welt umfasst „traditionelle Leuchttürme“, das heißt Gebäude, die in erster Linie als Navigationshilfen dienen. Einige Bauwerke, die auch Navigationslichter tragen, sind nicht als Leuchttürme gebaut worden. Sie werden oder wurden durch ein Leuchtfeuer als Navigationshilfe genutzt und sind in dieser Liste mit   gekennzeichnet. Der Begriff „Leuchtturm“ beschränkt sich nicht in der technischen Definition, sondern bezieht sich auch auf historische und kulturelle Aspekte.
Informationen zur Konstruktion, Position, Baujahr, technische Details und sonstige Anmerkungen stammen größtenteils aus der Aufstellung „The Tallest Lighthouses“. Bei weiteren relevanten Informationen wird auf die Quellen verwiesen.
Höhenangaben stammen aus den Leuchtturmlisten der US-Küstenwache (USCG), vom United Kingdom Hydrographic Office (UKHO), aus dem Leuchtfeuerverzeichnis des BSH, aus der NGA-Liste  und von den ARLHS-Listen für die übrige Welt, sofern keine besseren Quellen verfügbar sind.

## Rangliste
Bei der Rangfolge ergibt sich die Problematik, dass die Bauwerkshöhen in verschiedenen Publikationen unterschiedlich angegeben sind:
- Für die Nautik ist die Feuerhöhe (Befeuerung) über Mittelwasser maßgebend. Für einen Vergleich der Bauwerkshöhen ist dieser Wert uninteressant. Ein Turm wird nicht höher, wenn er auf dem Berg steht.
- Hier werden Angaben vom Sockel bis zum Signallicht oder bis zur Turmspitze bevorzugt, also orientiert an architektonischen Maßen.
- Einige Angaben messen vom Meeresspiegel bis zur Turmspitze. Das ergibt gewöhnlich die spektakulärsten Werte, die hier kaum relevant sind.

Eine objektive Bewertung ist daher nicht immer möglich.
Die Liste enthält nur Leuchttürme ab 60 Meter (circa 200 Fuß). Türme gleicher Höhe haben die gleiche Rangnummer.
Antike Bauwerke wie der Leuchtturm von Alexandria (geschätzt 115 bis 160 Meter) oder der Koloss von Rhodos (Figur ohne Sockel vermutlich 30–35 Meter) sind nicht aufgeführt.
|  | Saudi-Arabien |

|  | Deutschland |

|  | Vereinigte Staaten |

|  | Japan |

|  | Argentinien |

|  | Vereinigte Staaten |

|  | Frankreich |

|  | Italien |

|  | Frankreich |

|  | Russland |

|  | Volksrepublik China |

|  | Volksrepublik China |

|  | Brasilien |

|  | Russland |

|  | Russland |

|  | Italien |

|  | Italien |

|  | Frankreich |

|  | Deutschland |

|  | Argentinien |

|  | Frankreich |

|  | Niederlande |

|  | Deutschland |

|  | Polen |

|  | Belgien |

|  | Frankreich |

|  | Ukraine |

|  | Vereinigte Staaten |

|  | Niederlande |

|  | Spanien |

|  | Italien |

|  | Portugal |

|  | Brasilien |

|  | Argentinien |

|  | Deutschland |

|  | Frankreich |

|  | Deutschland |

|  | Madagaskar |

|  | Spanien |